# Livin' It Up (George Strait)
Livin' It Up è il decimo album in studio del cantante di musica country statunitense George Strait, pubblicato nel 1990.

## Tracce
1. Someone Had to Teach You (Harlan Howard) – 2:49
2. Heaven Must Be Wondering Where You Are (David Chamberlain, L. David Lewis) – 3:13
3. I've Come to Expect It from You (Buddy Cannon, Dean Dillon) – 3:45
4. Lonesome Rodeo Cowboy (Clay Blaker) – 4:25
5. When You're a Man on Your Own (Carl Perkins) – 2:12
6. Drinking Champagne (Bill Mack) – 3:35
7. We're Supposed to Do that Now and Then (David Anthony, Dillon, Joe Royer) – 2:33
8. She Loves Me (She Don't Love You) (Conway Twitty) – 2:30
9. Love Without End, Amen (Aaron Barker) – 3:07
10. Stranger in My Arms (Curtis Wayne) – 2:54